# 冰糖

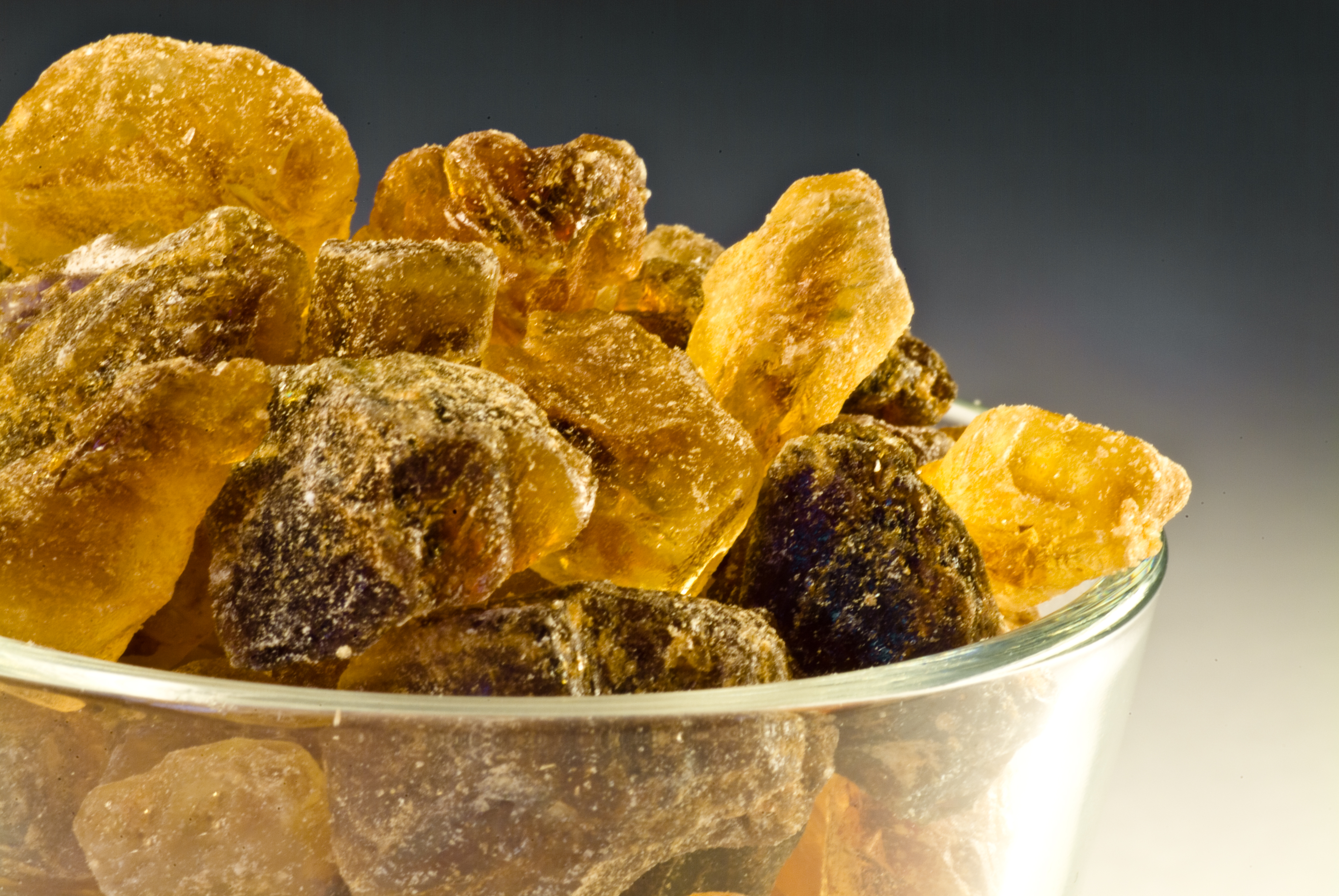
未脱色的传统棕色冰糖

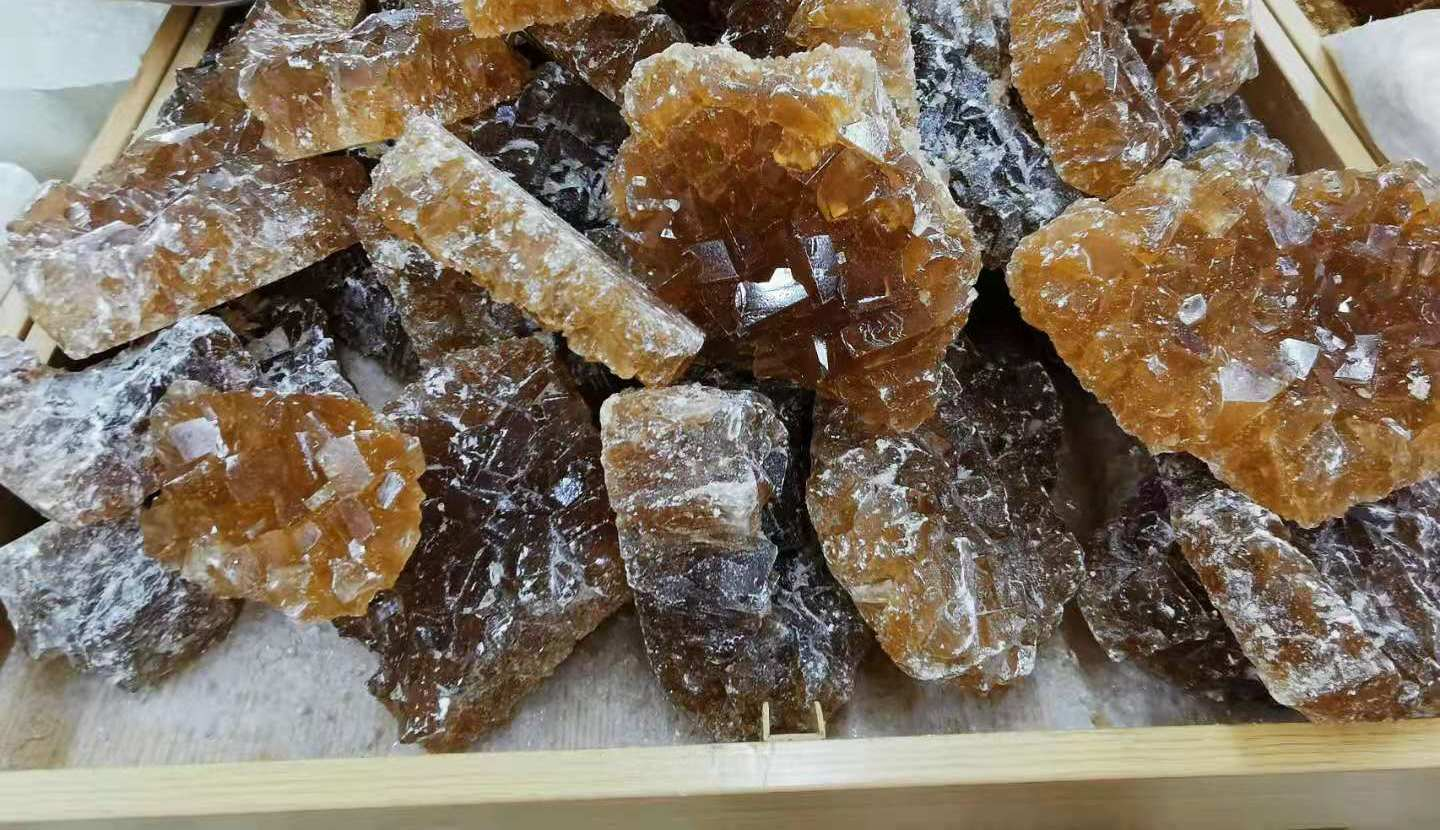
中國雲南瀘西超市黃冰糖

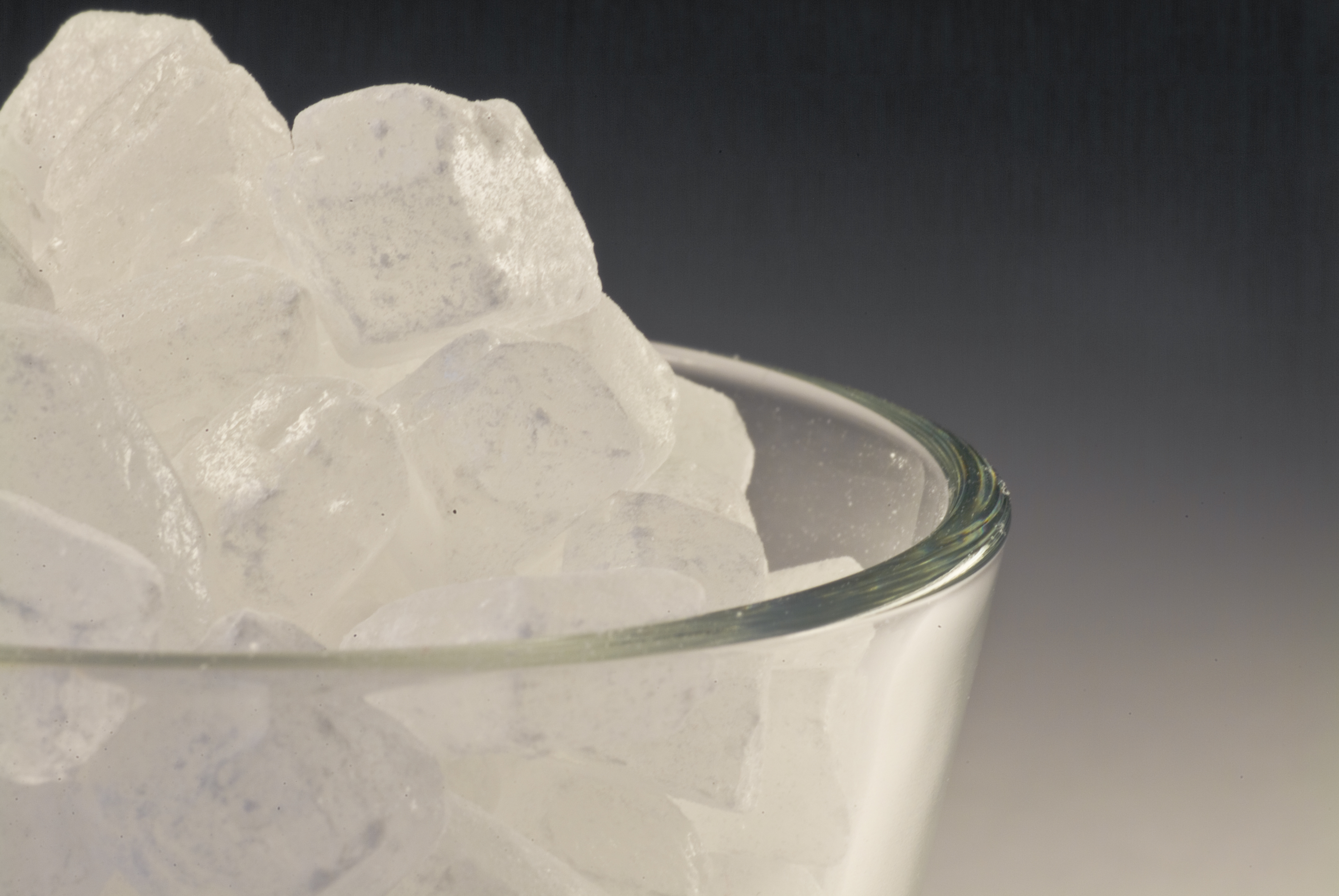
白色冰糖

冰糖，指砂糖经再溶、清净处理和重结晶而制得大颗粒结晶糖。有单晶体冰糖和多晶体冰糖两种。外观晶莹洁白或呈淡黄色，味甘，可入药。屬於純物質。

## 品种与工艺

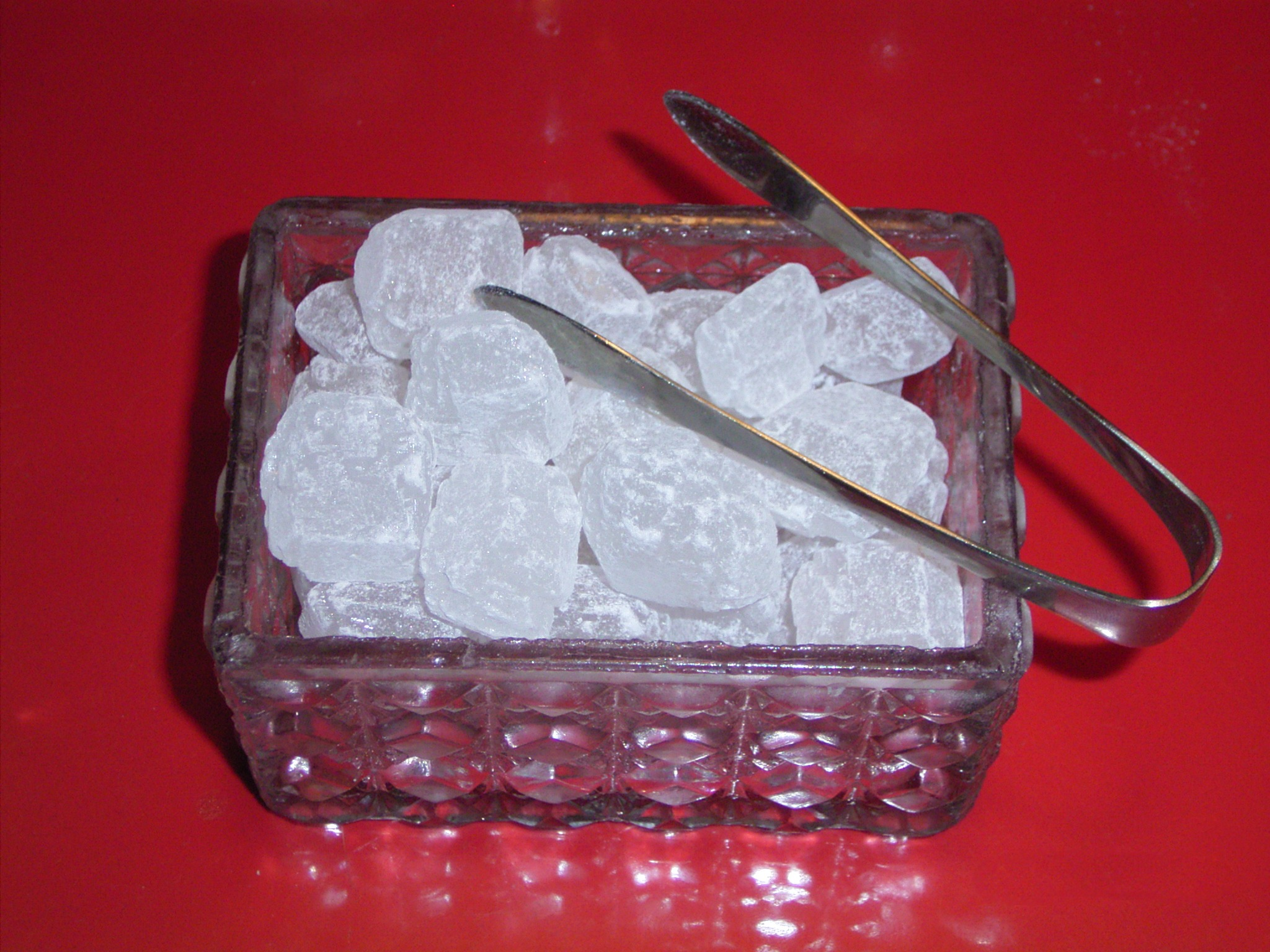
冰糖

冰糖按制作工艺来分分为两种：单晶冰糖和多晶冰糖。
前者台灣在日治時期即有生產，中国大陆則于1960年代由日本引進該种制糖工艺，在日治時期冰糖是台湾重要的出口商品之一。
多晶冰糖采用传统工艺制成，唐代宗大历年间四川遂寧鄒和尚發明，糖霜戶奉鄒和尚為糖霜之祖，閩南語、台語糖霜亦冰糖之意，相關歷史可見《糖霜譜》，《本草綱目》。两者最大的区别是养晶方式。
冰糖的制作可分为三个阶段：
- 配料阶段
- 加热阶段
- 养晶阶段

## 食用和药用

### 营养
（以100克食物计）

黄冰糖

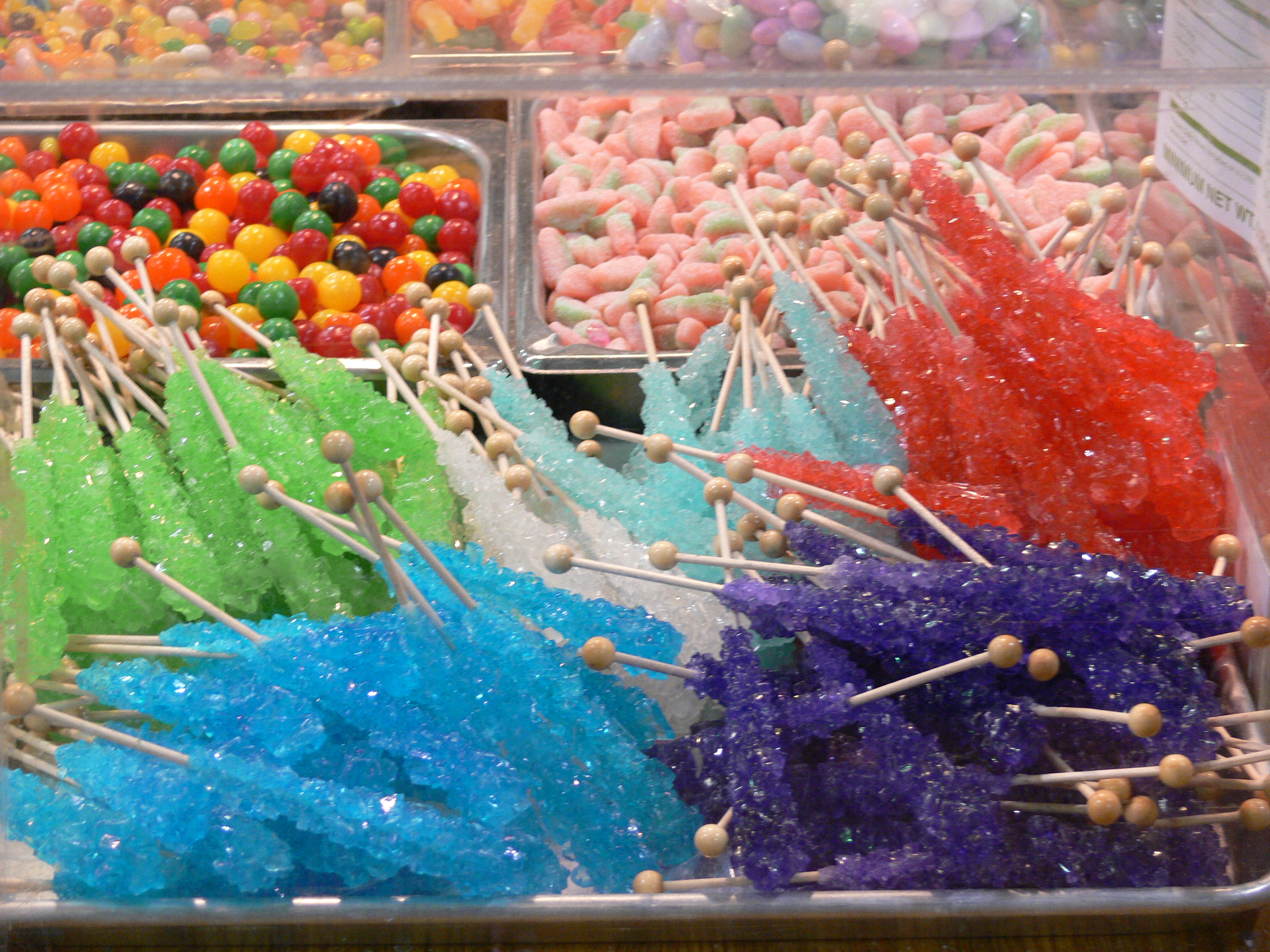
加入了食用色素的五颜六色的冰糖

能量：1660焦耳 =397千卡。蛋白质：0％；脂肪：0％；糖类：99％以上；水：0.06％。
无机盐：鈣(23mg)、鋅(0.2mg)、鎂(2mg)、鐵(2mg)、鉀(1.4mg)。
维生素：微。

### 食物
冰糖可以當成糖果，也可以制作小吃。最著名的小吃是冰糖葫芦，就是用冰糖裹李子或山楂制作而成。但制作糖葫芦的糖仅是经过熬制的糖，没有真正冰糖的含糖量高。
冰糖可以烹羹炖菜或制作甜点；著名“冰糖湘莲”是八大菜系中湘菜珍馐。另外还有如“冰糖雪梨”、“冰糖燕窝”等菜肴。

### 药疗
中医认为冰糖具有润肺止咳清痰去火的作用。同时也可以辅助泡制药酒、炖煮补品。

## 物理特性
在黑暗中砸碎冰糖，可觀察到發光現象，這是由于壓電效應產生的光。